# Elisabeta Adelaida Ioniță
Elisabeta Adelaida Ioniță (n. 23 iunie 1936, București, România) este un istoric român.

## Viața și activitatea
S-a născut la București, la data de 23 iunie 1936. Și-a făcut studiile secundare și universitare la București. Între anii 1960 – 1962 a fost profesoară în învățământul mediu. Din 1963 a fost angajată ca muzeograf și cercetător științific la Muzeul de istorie a Partidului Comunist, a mișcării revoluționare și democratice din România.
A fost preocupată de istoria contemporană a României și istoria P.C.R. A contribuit la studierea activității și luptei politice a femeilor și tineretului din România în perioada interbelică. Ioniță este autoarea mai multor lucrări și articole de evocare a unor vechi militanți din mișcarea muncitorească revoluționară. Totodată a luat parte și la întocmirea unor culegeri tematice legate de mișcarea revoluționară din România înainte și după Lovitura de stat de la 23 august 1944.

## Opera
Lucrări:
- Ecaterina Arbore, București, 1973, 83 p.
- Suzana Pîrvulescu, București, 1973, 55 p. (în colaborare)

Studii și articole:
- Date privind reprimarea mișcării revoluționare din România în perioada 1924-1929, în SAI, XIV (1969), p. 147 -156;
- Activitatea organizației P.C.R. București oglindită în Muzeul de istorie a Partidului Comunist..., în „București, materiale de istorie", t. IX (1972), p. 339-345;
- Ideea de republică oglindită în documentele Muzeului de istorie a Partidului Comunist..., în RM, 2/1973, p. 147-152;
- Din tradițiile mișcării muncitorești și ale P.C.R. de educare și organizare a celor mai tinere vlăstare, în Al, XX (1974), 2, p. 102-111.